# Ochsenheimeria
Ochsenheimeria é um gênero de mariposa pertencente à família dos ipsolofídeos.